# Mek Phanlak
Mek Phanlak là một chính trị gia người Lào. Ông là đảng viên Đảng Nhân dân Cách mạng Lào. Ông là đại biểu Quốc hội Lào cho tỉnh Sainyabuli (Khu vực 7).